# Randhav

Karta över rand- och bihav enligt Internationella sjöfartsorganisationen.

Randhav är havsområden vid kontinenternas kuster som avgränsas från öppna havet av till exempel öar eller ökedjor. Randhav ligger oftast på kontinentalsockeln och är då grunda. Exempel på randhav är Nordsjön, Irländska sjön, Ochotska havet, Japanska havet, Lackadivsjön, Korallhavet och Berings hav. Ett annat exempel är Gula havet öster om Kina.